# Jacques Gaittet
Jacques Gaittet (1893 – 1936) byl francouzský reprezentační hokejový brankář.
V roce 1920 byl členem Francouzského hokejové týmu, který skončil šestý na zimních olympijských hrách.